# Fatali Khan
Fatali Khan o Fath Ali Khan (persa: فتحعلی‌خان قبه‌ای; àzeri: Fətəli xan Qubalı o Fətx Əli-xan Qubalı) (1736 - 29 de març de 1789) fou un governant prominent i home d'estat del Kanat de Quba (1758–1789) al segle xviii. Obtenint del seu pare Huseyn Ali Khan un estat petit que consistia únicament en Quba, Fatali Khan va reunir tots els adjacent territoris costaners al voltant, establint un extens domini que va incloure el Kanat de Derbent, el de Bakú i el de Xirvan fins a Ardabil al nord de Pèrsia. Ahmad Beg Javanshir, autor del segle xix el va anomenar “un unificador de les seves terres”.[4]

## Biografia

### Anys primers
Fatali Khan va néixer el 1736 en la família de Huseyn Ali Khan de Quba i Peri Jahan-Bike Utsmiyeva (de la família de l'utsmi de Kaytak). Iskandar Beg Hajinski va anotar en els seus apunts, “no va ser criat especialment, va gastar la seva joventut com de costum en els fills de tots els kans en no fer res i fins i tot un cop, el seu pare el va voler castigar per la seva mandre però es va amagar fins que la ràbia del seu pare es va atenuar ”.
Fatali Khan va començar a governar a Quba el 1758, després de la mort del seu pare Huseyn Ali Khan. Immediatament, després de la mort del pare, forces de Xirvan manades per Agha Razi Beg, germà del kan de Xirvan Muhammad Said Ali, van envair el districte (mahal) de Bermek del kanat de Quba i es van emportar 200 famílies d'allà. En resposta, Fatali khan va atacar Xirvan i va agafar captius aproximadament 400 famílies i els va establir a les seves possessions (Agha-Razi Beg va morir en la lluita prop de la vella Shamakhi).

### Submissió de Baku, Derbent i Shamakhi
El 1765, Fatali khan va conquerir Derbent i va unir el kanat de Derbent a les seves possessions amb l'ajuda del xamkhalat de Tarki, del utsmi de Kaytak i del qadi del Tabasaran. Al mateix temps va conquerir uns territoris a la dreta del riu Samur – Mushkur, Niyazoba, Shabran, Rustau, Beshbarmag i també pobles del districte de Ulus del kanat de Derbent. Subordinant Derbent, Fatali khan va donar una part de les terres del kanat de Derbent als governants de Daguestan aliats, com a signe d'agraïment: Garadagli, Naburli, Chigi, Azagli, Bebeshli i poblacions de Bebeli (que pertanyien a Quba) al xamkhal de Tarki; Malakalil i Derbent a l'utsmi de Kaytak, al que va permetre recaptar taxes a Derbent; al qadi de Tabasaran li fou donaa una indemnització monetària. Aviat Fatali Khan es va casar a Tuti Bike – filla del utsmi de Kaytak (Qaytaq) Amir Hamza. Però el Khan de Quba va rebutjar al mateix temps casar la seva germana Khadija Bike amb l'utsmi. En comptes d'això la va casar a Melik Muhammad Khan, fill del kan de Bakú, Mirza Muhammad Khan I. Mitjançant Khadija Bike, qui tenia un caràcter dur i exigent, Fatali Khan va subordinar al dèbil kan de Baku a la seva política. Amb això, va fer al kanat de Bakú una dependència del kanat de Quba. Amb l'empirotjament de les seves relacions amb Amir Hamza, Fatali Khan va fer marxar als recaptadors d'impostos de Kaytak de Derbent i va recuperar la població, fent evident les males relacions entre els dos governants.
El 1767 o 1768, en aliança amb Muhammad Huseyn Khan de Sheki va conquerir Shamakhi que era governada pels germans Aghasi Khan i Muhammad Said Khan. Després de la victòria, Fatali Khan i Muhammad Huseyn Khan van dividir les terres del kanat de Shamakhi (Xirvan) entre ambdós.Saadan i Kaasan, els districtes (mahals) fronterers amb Sheki, van ser donats a Huseyn Khan, i Fatali Khan es va quedar la resta. Fatali Khan va ordenar destruir la Nova Shamakha i establir els residents a la Vella Shamakha. A començaments de 1768, en documents oficials Fatali khan va ser anomenat “altament respectat Khan de Derbent, Quba i Shamakhi”.
Aviat, una nova conspiració nova contra el Khan de Quba es va desenvolupar a Nova Shamakhi, el qual va ser dirigit per Manaf Bey, un naib del Khan de Sheki, però Fatali Khan va conèixer les intencions dels conspiradors, i dirigint un exèrcit de quinze mil soldats va atacar Nova Shamakhi i va capturar a Manaf bey i els seus partidaris. Segons Atepan Sharipin - un comerciant d'Astracan - i Egor Zamyatin, el conflicte entre Quba i Sheki es remuntava a 1768, quan part de Xirvan va ser entregat a Huseyn khan: "Huseyn khan va voler agafar més terres a Shamaki per ser el seu governant, però ningú va voler abandonar a Fatali khan per servir-lo a ell"

### Lluita amb governants de Daguestan
Mentrestant, el ex governant cec de Shamakhi, Aghasi Khan va poder fugir a Karabagh i va reunir les seves forces. Va aconseguir implicar a Sheki Huseyn de Shaki i al kan àvar Nutsal Mersel Khan, qui no volien l'enfortiment del Khan de Quba. L'àvar Nutsal va enviar un destacament armat sota el guiatge dels seus fills Bulach i Magomed Mirza. En la lluita que va seguir entre Huseyn Khan, Aghasi Khan i els fills de Nutsal Mersel d'un costat i Fatali Khan de l'altre, els primers van ser derrotats, i ambdós fills de Nutsal van morir; Huseyn Khan va fugir a Shaki i Aghasi Khan a Kotevan. El 1774, Nutsal Mersel va combatre altre cop contra Fatali Khan i va poder capturar Shamakha amb suport d'Aghasi Khan, l'ex kan de Xirvan. Però, aviat, Fatali Khan el va expulsar de Xirvan amb el seu exèrcit i un destacament dirigit pel Khan de Baku Melik Mahammad Khan, a més de “molts dargwa" (darguins) que van venir en el seu ajut. Nutsal Mersel va ser derrotat a prop de Vella Shamakhi. Fatali khan el va convidar a negociacions i li va prometre seguretat, però Nutsal va ser assassinat per akushins.
L'enfortiment del poder i expansió de Fatali Khan en la seva esfera d'influiència destorbava els seus veïns. L'utsmi de Qaytaq Amir Hamza, el kan àvar Umma Khan III, Ali Sultan de Mekhtuli, el qadi Rustam de Tabasaran i Tisheiz Magomed (Muhammad Tishsiz) de Kazanish van entrar en una coalició contra Quba; governants de Kumikiya del sud Sulak com Temir Khan d'Endreyev, Ali-Sultan Kazanalipov, Aliyeshev de Kostekov i altres també els van unir. El juliol de 1774 Fatali Khan va ser derrotat a la vall de Gavdushan prop de Khudat, per les forces unificades dels feudals del Daguestan. Muhammad-Tishsiz, Eldar-Beg de Kazi Kumukh i el maysum Sheykh Ali Bey van morir en la batalla.
Després de la derrota, Fatali Khan es va retirar a Salyan. Magomad Khan dels Kazi Kumukh va entrar a Quba i “va començar per implementar el poder del kan poder”: Aghasi Khan fou restablert a Xirvan. Amir Hamza va intentar capturar Derbent per un estratagema; Derbent era governada per la seva germana Tuti Bike durant l'absència del seu marit; se sap que Fatali Khan sovint deixava la seva muller el govern de Derbent i nomenava un beg fidel a ella com el seu ajudant; acompanyant al cos del difunt Muhammad-Tishsiz, Amir Hamza es va apropar la ciutat i va informar a la seva germana que Fatali Khan havia mort en la lluita i que portava el seu cos. Però Tuti Bike va endevinar les intencions del seu germà i segons una llegenda quan va assolir les parets de ciutat va ordenar obrir foc contra el seu exèrcit i llavors va enviar un destacament, el qual va forçar Amir Hamza a fugir cap a Mushkur; ella va estar sempre damunt les muralles de la ciutat. Y. I. Kozubskiy, investigador de la història de Derbent va escriure: “la coratjosa muller de Fatali Khan, Tuti Bike, va defensar la ciutat contra el seu propi germà amb èxit; va estar a les muralles com una lleona, va col·locar als tiradors de la fortalesa, en contra del seu germà”. I. N. Beryozin diu que “Sense acovardir-se Tuti Biki, qui un cop havia estat traïda pel seu germà, va defensar amb coratge Derbent i la va conservar pel seu marit”. Aviat l'utsmy, reunint un exèrcit, va envair Bakú, i va assetjar Derbent un altre cop. Fatali khan va marxar en secret a Derbent i va reunir al seu voltant als seus partidaris.

### La campanya del General Medem
Mentre estava en una situació difícil, va enviar el seu delegat Mirza Beg Bayat de Salyan a Sant Petersburg, a l'emperadri Caterina II la Gran, amb una carta en la qual va apel·lar per ajuda i demanava la ciutadania (protectorat) de l'Imperi rus. Amb la petició d'ajuda va apel·lar també al xamkhal de Tarki. El Xamkhal no podia donar suport però el gener de 1775 va apel·lar a Rússia i enviar ajuda a Fatali Khan. Les autoritats russes van equipar una expedició de 2.350 persones sota les ordres del General Medem, el qual es va dirigir a Daguestan l'1 de març d'aquell mateix any. Sobre la campanya de l'exèrcit rus, Iskender Beg Hajinski va escriure: “Aquesta circumstància va tenir una influència gran en el destí de Fatali Khan i fou la raó principal dels èxits subsegüentment obtinguts per ell”. L'utsmi Amir Hamza seguia assetjant Derbent per nouè mes i va haver d'aixecar el setge per oposar-se a Medem, però va ser derrotat per l'exèrcit rus a Iran-Kharab. Fatali Khan va enviar les claus de la ciutat de Derbent a Caterina II i va demanar altre cop la ciutadania (protectorat) de Rússia un altre cop. El 10 de maig d'aquell any, una part de l'exèrcit rus amb 1.411 persones, dirigida pel major Cridner i amb un destacament de Fatali Khan, es van moure cap a Qaytaq i Tabasaran. Amir Hamza els va atacar a prop del poble de Bashli, “però fou rebutjat per una acció de l'artilleria amb pèrdues greus i va fugir”. Segons paraules de H. Alkadari, les ropes de Fatali Khan va saquejar moltes pertinences en els pobles propers a la plana del Kura. Fatali Khan va passar a Tabasaran amb l'exèrcit del tsar. Els tabasarans “confiant en la seguretat de la seva ciutat”, va decidir defensar-se, però van ser destruïts a Kalukh. Però en un dels combats, Crinder i Fatali Khan van ser envoltats en un barranc estret i van patir una derrota significativa que els va forçar a retornar a Derbent.
Malgrat això darrer, els participants de la coalició contra Quba van demanar la pau demanada, sota condicions que si bé Fatali Khan “conservava Derbent i Quba que li pertanyien, llavors les donaria als seus amanats i seria lleial a aquestos”. Però el comandament rus no va acceptar les seves condicions i van imposar que Derbent seria governada pel kan de Quba. El govern rus estava interessat en la reconciliació dels caps en un determinat nivell. El 24 de març i després l'avril de 1776 van poder reunir una assemblea a la població de Derbakh en que van participar Fatali khan, el xamkhal de Tarki Murtazali, Bamat, governant de Buynaksk, Amir Hamza utsmiy de Qaytaq, Rustam qadi de Tabasaran, Maqomed kan de Qaziqumukh, i també el Major Fromgold pel costat rus. Un consens de pau va ser assolit en la segona reunió, segons el qual Amir Hamza i qadi Rustam estaven obligats de “deixar Derbent i Quba en mans de Fatali Khan i successors, junt a les seves possessions i no molestar ni a ells ni als seus subjectes, a no interferir el comerç entre els khanats i entre els seus habitants i noo saquejar, sinó al contrari, ajudar. Si un subjecte dels utsmi o del qasi o del kan transgredia l'acord, seria castigat pel seu senyor”. A més el Major Fromgold va escriure que “mai hi haurà la desitjada calma aquí. Malgrat que l'utsmiy i el qadi van acordar no per fer mal al Khan (Fatali Khan), això era davant l'exterior però interiorment estaven rabiosos amb ell i no tardaran gaire temps a renovar la seva persecució".
En aquest període de la seva vida, Fatali Khan va fundar la població de Khan Magomed Kala (ara Mamedqala al raió de Derbent al Daguestan). Segons I. Hajinski, el kan de Quba “va premiar amb la seva atenció al nebot de l'utsmiy, el valent Maqomed Khan Beg, qui tenia un conflicte amb el seu oncle. Fatali Khan el va subjectar a ell amb atencions i per altres mitjans, i va construir la torre a 20 verstes de Derbent i el va anomenar torre de Maqomed-Khan. En la població va establir vint famílies de Quba i la va designar com la residència de Maqomed-Khan Beg”. A més a més el kan de Quba va atreure també a Shirmardan Bey – fill del kan Qaziqumukh Maqomed Beg - al seu costat, al qual va donar una part d'un districte del Kura fins a Kabirek, el qual pertanyia anteriorment a Derbent, i el districte (mahal) de Guney que pertanyia a Quba.
El 1776, Khanim-Bike Qarakhan-Bey va morir a Tabasaran, quan exercia la tutoria del seu fill mut maysum <ref>Maysum era el títol hereditari del governant del sud del Tabarsaran; el governant del nord del Tabarsaran portava el títol de qadi</ref> Novruz Beg, i després de la seva mort un dels parents del maysum, Ali-Quli, va aprofitar per matar-lo a ell i els seus dos fills. Ali Quli va esdevenir nou maysum amb el suport de Rustam, qadi del nord del Tabasaran. Cosins de l'assassinat Novruz Bey (fills de Sheykh Ali Beg), Maqomed-Huseyn Beg, Sohrab Beg, Shirali Beg i Mustafa Beg, va anar a la cort de Fatali Khan. Aquest va cridar a Ali Quli Beg a Derbent i el va privar del títol de maysum i el va enviar a Salyan, i va nomenar a Magomed-Huseyn Beg com a nou maysum. L'aprovació del seu protegit al sud del Tabasaran va tenir una funció notable en una lluita amb els governants del del sud del Dagestan. En un informe dels comandants de Kizlyar es diu: “Fatali Khan vol revenjar-se de l'utsmi i el qadi des d'ara i posar-los sota el seu domini com ho estava el maysum.

### Entre Rússia, Imperi Otomà i Pèrsia
El 768 va esclatar la guerra entre Rússia i Turquia. La Porta va intentar atreure al kan de Quba al seu costat, però sense resultats. Un contemporani d'aquell temps va dir: “Recentment, els turcs van enviar alguns agents al kan de Quba, qui governa Derbent i podria persuadir als lesguians per armar-se en contra de Rússia i a favor de la Porta”. Quan en els primers dies de la guerra, missatgers del kan de Crimea van anar a veure a Fatali khan amb una petició per passar al costat de la Porta i oposar-se Rússia, no els va contestar. A més a més, el 1769-1770 el kan de Quba va rebutjar una petició sobre deixar pas lliure a exèrcit otomà i va aconsellar altres governants de no col·laborar amb ells. El juliol de 1769 el cònsol rus a Bakú va informar que el kan va rebutjar la petició del govern del sultà per actuar en contra Rússia i va rebutjar també els regals que se li havien enviat, dient al missatger oyomà: “no els necessito. Estic satisfet amb la meva capital”. La clausura dels intercanvis comercials entre l'Imperi Otomà i el kanat durant el seu regnat, particularment, va estar relacionat amb la política anti turca del kan. El setembre de 1770 un dels representants diplomàtics de Rússia va escriure: “Fatali Khan no va mostrar cap inclinació al seu costat; de fet, no vol començar res contra Rússia, només vol mantenir la benvolença existent”.
Karim khan Zand, un governant persa, també va voler una aliança amb Fatali Khan. Va enviar “els seus ajudants a Fatali Khan amb aquesta esperança i Fatali Khan sobre això va escriure: “Karim Khan, qui és el governant present de l'Iran, m'ha enviat molts ajudants lleials amb molts regals des de Shiraz…i un gran tresor monetari amb intenció d'inclinar-me cap al seu servei i consentiment, però…no li vaig acceptar de cap manera”.
A causa de les accions de general Medem l'exèrcit del kanat de Quba va restaurar no només la seva condició agitada, sinó que també va enfortir considerablement la seva influència al Caucas oriental. Preguntant per ser acceptat sota la protecció de Rússia, Fatali khan volia no només mantenir la integritat territorial del kanat sinó també obtenir la independència de Pèrsia amb l'ajuda de Rússia. Però el govern rus no va voler complicar les relacions amb Pèrsia i Imperi Otomà i canviar l'ordre de forces polítiques al Caucas del sud. El comte Nikita Panin, ministre d'afers estrangers, en la seva carta va informar a Fatali khan que l'emperadriu “li confereix els bons desitjos de l'Imperi rus per la seva diligència”, però no li pot acceptar el protectorat, perquè podria ser una ruptura de l'acord entre Rússia, Pèrsia i l'Imperi Otomà. El conjunt dels afers estrangers va assenyalar a Fatali khan que tenia poc dret a deviar-se de “la submissió i dependència del poder persa" a causa de la seva “naturalesa integrada i la fe comuna”. Al final d'any l'exèrcit rus va ser retirat de Dagestan cap a Kizlyar. El setembre de 1775 Caterina II va escriure a G. A. Potemkin: "Hauríem de tornar les claus de Derbent i restablir Fatali khan per tal de millorar gloriosament l'efectiu però agitat i imprudent acte de Medem". Al final de l'any les tropes van ser retirades del Daguestan a Kizlyar.

### Gilan i campanya a Ardabil
El 1779 va morir Karim Khan Zend, el governant de Pèrsia, i llavors el país va ser teatre de lluites internes pel poder al fons de les quals va aparèixer la figura de Mohammad Khan Qajar. L'estiu de 1781, el seu exèrcit va conquerir el kanat de Gilan i el seu governant Hidayat khan va ser forçat per fugir a la cort de Fatali Khan i demanar ajuda. El kan de Quba va enviar un exèrcit de nou mil soldats a Gilan. Forces armades de diferents khanats de l'Azerbaidjan i també tropes del xamkhalat de Tarki i l'utsmiat de Qaytaq també van participar en la campanya; el comandament general el tenia Mirza Beg Bayat, nazir del kanat de Quba. Segons testimonis presencials d'aquell temps, “totes les tropes van ser reunides a causa de l'esfroç de Fatali Khan”. Van poder foragitar a les forces d'Agha Mohammad Khan Qajar i restablir a Hidayat Khan com a kan de Gilan.
Fatali Khan, qui sempre procurava l'expansió de les seves possessions, aviat va decidir una campanya al sud. La primavera de 1784 va reunir una quantitat significativa de tropes, va marxar cap al riu Aras (Araxes) i a l'agost va conquerir les ciutats d'Ardabil i Meshkin. Va empènyer fora d'Ardabil al seu governant, Nazar Ali Khan, i va nomenar a Tala Hasan kan de Javad com a governador d'Ardabil al lloc del deposat i a Khudaverdi Beg a Meshkin." Segons P.G.Butkov, un prominent investigador rus del Caucas, quan les tropes de Fatali Khan va conquerir Ardabil “el tinent general Potemkin va reclamar de Fatali Khan la retirada de les seves tropes. I també alguns governants feudals del Daguestan esdevenien més actiu un altre cop i tot això va forçar a Fatali Khan a tornar enrere cap a Shirvan.

### Lluita amb Karabagh. Erekle II
Cap al final dels anys 1770, Fatali Khan va entrar en contacte amb kan de Karabagh, Ibrahim Khalil Khan, l'aliat de Erekle II, el governant de Kartli-Kakhètia i gendre del kan (nutsal) àvar Umma Khan, després d'expandir les seves possessions. El projecte d'Erekle II era la unificació dels principats feudals de Geòrgia, l'alliberament de la dominació perso-otomana i l'enfortiment de Georgia al Caucas sud.

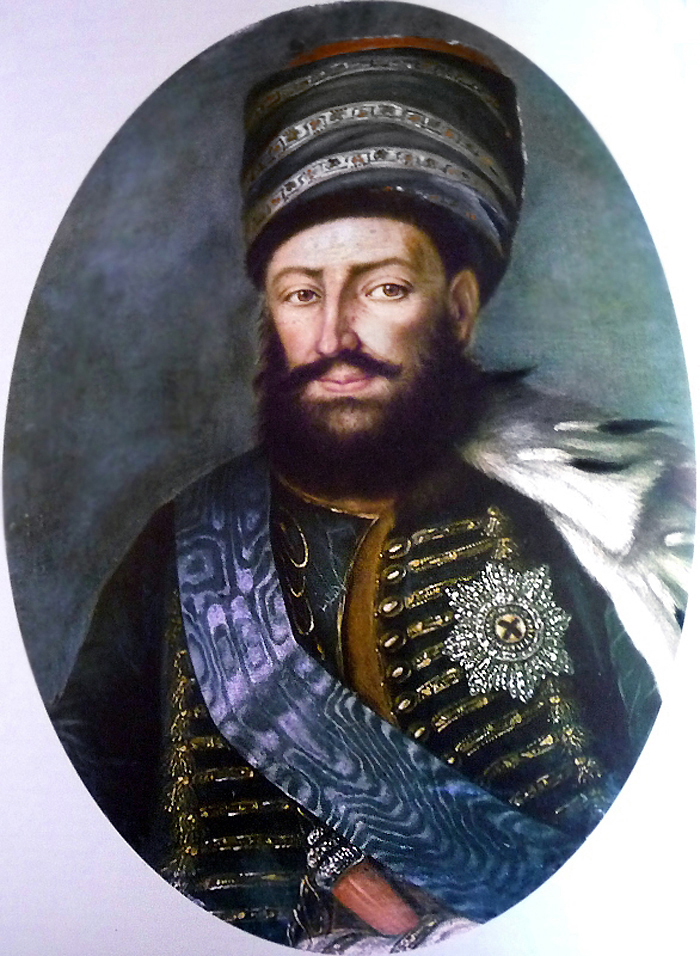
Erekle II, rei de Kartli-Kakhètia

Al començament de 1780, Fatali Khan va envair el kanat de Karabakh creuant el riu Kura, però llavors Erekle II va ajudar Ibrahim Khalil Khan de Karabagh i li va enviar un destacament sota les ordres dels prínceps Georgi i David. L'agost d'aquell any el kan de Quba va emprendre una niva campanya que tampoc va tenir èxit, però en el començament de 1781 va poder penetrar profundament al Karabakh i expulsar una certa quantitat de camperols d'allà. Va esclatar la lluita entre d'un costat el kan de Karabagh i el rei de Kartli-Kakhètia, i d'altra el governant de Quba que provava no només d'expandir les seves possessions sinó també actuar com a lluitador pels interessos de tot l'Azerbaidjan. Al final de 1782, va escriure a Caterina II que tot l'Azerbaidjan sencer estava descontent amb l'empresonament del kan de Gandja i el governant d'Erevan per part d'Erekle II i el seu aliat Ibrahim Khalil Khan i que “percevia com un honor i un dret el donar suport als kans de l'Azerbaidjan”, demanant a l'emperadriu de prohibir els ac tes hostils d'Erekle II enver l'Azerbaidjan. Per contrarestar això, Erekle II va anunciar que Fatali khan presumptament estava en tractes amb Suleyman Khan de Akhaltsikhe.[42]
La primavera de 1783, Fatali Khan es preparava per actuar contra Karabagh, i els kans de Talish, Tabriz, Sheki i Urmia, Bamat de Buynaksk, el xamkhal de Tarki i altres governants del nord del Caucas també van entrar a una coalició organitzada per ell. Segons testimony d'un “confident” el kan va reunir aproximadament tertze mil soldats. Simultàniament, agafant l'avantatge de la seva absència, governants del sud del Dagestan amb el guiatge d'avar nutsal Umma khan i l'utsmi Amir Hamza, van intentar actuar contra Fatali khan. No molt de temps abans, l'agost de 1782, el príncep Alexandre – un aspirant al tron de Kartli-Kakhètia – acompanyat pel príncep Alexandre Amilakhvari s'havia posar al costat de Fatali Khan. No obstant l'aliança de Erekle II amb Ibrahim Khalil Khan va impedir a Fatali kan de sotmetre Karabagh, i llavors va decidir utilitzar les forces opositores enemigues d'Erekle II. Però aquest va informar un commandant rus de Kizlar al Caucas sobre intencions de Fatali Kahn i el seu aliat, el xamkhal de Tarki i a la tardor de 1783, P.S.Potyemkin va enviar forts destacaments que van estacionar al llarg del riu Sulak i el riu Terek, els quals eren la via per anar de Derbent a Georgia si les intencions de Fatali Khan i el príncep Alexandre es feien efectives. Aquesta circumstància negativa va causar el final de l'aventura de Fatali Khan contra Erekle II. Després d'això, i a petició de P. S. Potemkin, Fatali Khan va fer fora als dos prínceps georgians, per la qual cosa va rebre l'agraïment del govern rus.
El 1785, Fatali khan va conquerir el Kanat de Talish o de Lenkoran. Llavors el Khan de Quba va entrar en una aliança amistosa amb Magomed, successor del xamkhal de Tarki Murtuzali, i dos anys més tard va casar el seu germà gran Ahmad a la filla de Magomed, Gichi-bike. En aquell mateix any, Fatali Khan va derrotar Muhammad Hasan Khan de Shaki i l'ex-kan de Shamakhi o Xirvan, Aghasi Beg (Aghasi Khan). L'últim es va entregar al guanyador, però el Khan de Shaki va acabar fent la pau amb Fatali Khan. Al principi, Aghasi Khan va ser mantingut presoner a Quba amb els seus fills, però més tard van ser enviats a Bakú. A més a més Fatali Khan va reclamar a Muhammad Hasan Khan de Shaki d'expulsar el germà d'Aghasi khan i també ex kan de Xirvan Muhammad Said Khan amb els seus dos fills; aviat els mateixos es van presentar voluntàriament al governant de Quba i van ser enviats presoners a Salyan. El 1788, Fatali Khan va ordenar executar als kans de Shamakhi o Xirvan amb els seus fills: Aghasi khan amb els seus fills Ahmad Beg i Mahammad Beg a Bakú, Muhammad Said Khan amb els seus dos fills Mahammad Beg i Isgender Beg a Salyan, i també un altre fill de Muhammad Said Khan (gendre de Fatali Khan) Mahammad Rza Beg a Quba.
El gener de 1787 Fatali Khan va derrotar el seu enemic Ibrahim Khalil Khan. L'utsmiy de Qaytaq, Amir Hamza, va morir mort en aquell mateix any i el va succeir el seu germà Ustar Khan, qui va entrar en relacions d'amistat amb el governant de Quba.

### Els darrers anys
L'estiu de 1783 Erekle II de Kartli-Kakhètia va signar el tractat de Georgievsk amb Rússia, segons el qual Geòrgia Oriental va abjurar qualsevol forma de dependència de Pèrsia i esdevenia un protectorat de Rússia. Conclusió del tractat de Georgiyevsk fou precipitar el debilitament de les posicions de Pèrsia i, encara que menys, les de l'Imperi Otomà al sud del Caucas. Pel final dels anys 1780 es van produir canvis significatius en l'aliniament de forces, per l'aspiració dels caucasions d'acceptar la ciutadania de Rússia, estesa per la regió. A més a més, Agha Muhammad Khan Qajar va sortir significativament reforçat dins Pèrsia i delimitat al sud del Caucas, però els imperis otomà i rus eren al llindar de la Guerra russo-turca. Noves circumstàncies de política estrangera van portar a una convergència de Rússia, Kartli-Kakhètia i Quba, i la diplomàcia russa va donar gran importància a la reconciliació dels governants del sud del Caucas. El març de 1787 es va signar un acord entre Kartli-Kakhètia i el kanat de Quba, el qual era de gran importància per l'establiment de l'equilibri al sud del Caucas i enfortia la posició de Rússia a la regió. Mentre G. A. Potemkin va escriure: “Vostre excel·lència fa esforços per unir al rei Erekle II de Georgia i David d'Imerècia rn una aliança. Després que Fatali Khan hi doni suport seran capaços de posseir avantatge sobre els nostres enemics”. A més que, un dels objectius per signar acord amb Fatali khan, era l'adquisició de Karabagh i Azerbaidjan del sud,
Per aquell temps l'autoritat del governant de Quba s' estenia també sobre Derbent, Shirvan i Salyan. Els khanats de Bakú, Shaki i Talish estaven sota vassallatge de Fatali Khan. La Influència de Fatali Khan s'estenia cap al Gilan i també a Tabriz.
Fatali Khan va anar a veure a la seva germana a Bakú, on va morir el març de 1789. El 30 de maig el general Peter Tekeli khan va escriure a Potemkin que els parents del kan aconsellaven amagar la seva mort “per tal que els seus veïns no poguessin destruir les seves possessions, les quals pertanyien al seu fill com a hereu.” Fatali khan va ser enterrat a Bakú, en el cementiri de la mesquita de Bibi-Heybat. Actualment, la seva làpida es conserva al Museu Estata de Història de l'Azerbaidjan.

## Vida
Fatali Khan era un musulmà xiïta.

### Família
Com és sabut, Fatali Khan es va casar amb Tuti Bike, la germana de l'utsmi de Qaytaq, Amir Hamza. El 1774 es va casar amb Yelisu Bike, filla del sultà d'Elisu, però el 1776 es va casar a l'armenia Sahar-Nas.
Va casar la seva germana Khadija Bike amb Mahammad Khan de Bakú; Khadija fou l'àvia de Abbasgulu agha Bakikhanov fundador de la historiografia científica d'Azerbaidjan, científic, pensador i escriptor. Una altra germana, Fàtime, es va casar a Mahammad Riza Beg, el fill de Muhammad Said Khan de Shirvan o Shamakha.

## Memòria

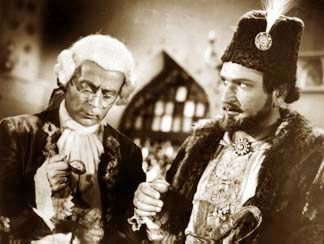
Una escena de la pel·lícula "Fatali khan". Fatali khan (Alasgar Alakbarov, a la dreta) parlant amb l'ambaixador de Rússia

- El poeta Agha Mesih Shirvani va dedicar el seu poema “Shahname” a Fatali Khan.[42]

- Una canço àzeri dedicada a Fatali Khan va ser publicada com a rècord musical en una revista musical publicada el 1816-1818 a Astracan.[43]

- El 1947, una pel·lícula anomenada “Fatali Khan”, estava dedicada a la vida del Khan de Quba; va ser dirigida pel director Efim Dzigan als estudis cinematogràfics de Bakú.[44]